# Herb Lidzbarka Warmińskiego
Herb Lidzbarka Warmińskiego – jeden z symboli miasta Lidzbark Warmiński w postaci herbu.

## Wygląd i symbolika
Herb przedstawia wizerunek Baranka Bożego na błękitnym tle, stojącego na zielonej murawie, trzymającego w prawej ugiętej nodze złoty pastorał otoczony w górnej części 7 punktami złotego koloru. Baranek zwrócony jest w prawą (heraldycznie) stronę.
Kolory w herbie symbolizują: srebro-biel – czystość, prawdę, niewinność; błękit-lazur  – czystość, lojalność, wierność; zieleń – miłość, radość, obfitość; złoto-żółty – wiarę, stałość, mądrość i chwałę.